# Турина гора (предприятие)
ООО «Турина гора» — народный художественный промысел России. Основан в 1988 году, расположен в Октябрьском районе города Барнаула. В настоящее время это единственный крупный центр производства художественной керамики в Сибири, экспонирующий свои произведения не только на российском рынке, но и за рубежом. «Турина гора» занимает ведущие позиции среди конкурирующих творческих организаций.
Главным направлением производства, конечно, является живопись по фаянсу, но в произведениях художников находит отражение и скифская тематика, созданная по законам древней символики и воплощенная в камерных скульптурных вещах.
В росписях ваз, плакеток, декоративных блюд и колоколов художники обращаются к историко-культурным темам, деревянному зодчеству Барнаула, пейзажам Горного Алтая, сибирской деревне.
В городе существует одноимённый фирменный художественный салон и галерея. Удобное расположение, интересные экспозиции привлекают горожан и гостей города. За время существования «Турина гора» обрела свой индивидуальный стиль, отличающий её от других выставочных площадок города, стала местом, где можно увидеть и приобрести неповторимые произведения изобразительного и декоративно-прикладного искусства.